# Wintergreen
William Randolph Wintergreen, es un personaje ficticio que aparece en los cómics publicados por DC Comics, a menudo representado como asociado de Slade Wilson (el supervillano Deathstroke). Aunque Wintergreen carecía de los atributos físicos sobrehumanos de Slade, poseía mucha más experiencia en combate y, por lo tanto, actuó como mentor de Wilson.
Una versión reimaginada del personaje apareció en la serie de televisión de acción en vivo Arrow de The CW en la primera temporada, donde fue interpretado por el doble Jeffrey C. Robinson como la primera encarnación de Deathstroke en el programa. Regresó en la temporada final también. También apareció en la segunda temporada de la serie Titanes de DC Universe, interpretado por Demore Barnes.

## Historial de publicaciones
Creado por George Pérez y Marv Wolfman, William Randolph Wintergreen fue presentado al Universo DC en The New Teen Titans #2 (diciembre de 1980) como el mayordomo de Deathstroke el Terminator.

## Biografía ficticia
William Randolph Wintergreen creció en Oxford, Inglaterra. En la universidad, evitó los deportes y se escondió en la biblioteca, que estaba abierta para él debido al título de su padre. Poseía fuertes habilidades de investigación, y conocer los conductos a través de los cuales fluía la información lo ayudó más tarde en su trabajo con el MI5. Wintergreen conoció al sargento Slade Wilson durante su tiempo en el ejército británico, y los dos desarrollaron una estrecha amistad. Cuando el General Sampson envió a Slade a una misión suicida, Wintergreen, ahora miembro del Servicio Aéreo Especial, rescató a Slade de morir en una explosión, mientras que Sampson recibió una pequeña reprimenda. Wintergreen fue el padrino de Slade cuando este último se casó con su capitana, Adeline Kane. Todavía guardando rencor por la desobediencia de Wintergreen, Sampson luego envió a Wintergreen en una misión suicida. Slade tomó un avión y se dirigió a Hanói, donde liberó a Wintergreen de una prisión del Viet Cong. Slade luego le reveló a Wintergreen que sus atributos físicos habían sido mejorados por un experimento militar. Posteriormente, Slade fue dado de baja por desobedecer las órdenes de salvar a Wintergreen.
Después de su baja, Slade comenzó a operar en secreto como el mercenario "Deathstroke". Cuando la ocupación de Slade resultó en un accidente que involucró a su hijo, Joseph Wilson, Adeline se divorció de Slade y se fue con sus hijos. Wintergreen luego se convirtió en el mayordomo y mentor de Slade, actuando como su conciencia moral, camarada de armas y médico. Wintergreen también comenzó a catalogar las aventuras de Slade en las entradas del diario. Slade comenzó a cazar en África por un breve tiempo, con Wintergreen a su lado. Slade finalmente volvió a sus formas de mercenario y Wintergreen continuó catalogando sus misiones. Slade descubrió más tarde que tenía una hija llamada Rose Wilson. Temiendo que él no sería un buen padre, Slade dejó a Rose al cuidado de Wintergreen, quien llegó a quererla mucho e incluso estaba preparado para adoptarla, aunque Rose finalmente se unió a los Jóvenes Titanes.
Cuando Slade más tarde quedó atrapado en una explosión, se retiró y cortó lazos con Pat Trayce y Wintergreen, alegando que ya no formaban parte de su vida. A pesar de sospechar que esta explosión en realidad restauró la memoria de Slade (dado que los detalles de su vida pasada surgieron en una conversación ociosa), Wintergreen sabía que Slade tenía sus razones para distanciarse y, por lo tanto, respetó esta solicitud tácita de su alumno al darle su espacio. En ausencia de Slade, Trayce y Wintergreen lo honraron al continuar dirigiendo Vigilance, Inc. (una operación de búsqueda y rescate establecida originalmente como una organización mercenaria por Adeline).
Algún tiempo después, Slade descubrió que el espíritu de Joseph se había refugiado en lo profundo de su cuerpo. Con la ayuda de Wintergreen, intentó exorcizar a su hijo de sí mismo, pero fue vencido rápidamente. El poseído Slade luego asesinó a Wintergreen, montando su cabeza cortada en una pared mientras juraba que "Deathstroke caza solo". Antes de su muerte, Wintergreen aparentemente había creído que Slade lo asesinaría inevitablemente, como lo demuestran sus últimas palabras: "Supongo que solo era cuestión de tiempo". Slade siempre sería perseguido por las últimas palabras de su mentor.

### Blackest Night
Durante la historia de Blackest Night, Wintergreen fue revivido por un anillo Black Lantern y volvió a atormentar a Deathstroke con Adeline Wilson y los Ravagers como miembros del Black Lantern Corps.

### DC Renacimiento
Wintergreen regresa en el relanzamiento de DC Rebirth, una vez más sirviendo como un aliado de Deathstroke de su tiempo en el ejército.

## Poderes y habilidades
Wintergreen ha recibido una amplia formación en protocolos militares y espionaje, lo que lo convierte en un hábil combatiente cuerpo a cuerpo y artista marcial. También ha demostrado ser un tirador excepcionalmente hábil en el uso de varias armas de fuego.

## En otros medios

### Televisión
- Wintergreen hace apariciones ocasionales sin hablar como el mayordomo de Slade en la serie animada Los Jóvenes Titanes. Se le vio por primera vez en el episodio "Divide y Vencerás" cuando Cinderblock entrega a Plasmus a Slade. Casi nunca se le ve fuera de la guarida de su amo, excepto en "The Lost Episode" (que nunca fue emitido en TV pero fue un episodio promocional de Post Cereals). Posteriormente apareció como miembro de la Hermandad del Mal, participó en la batalla final contra los titanes, y congelado, como la mayoría de la Hermandad, una vez derrotados.
- El doble de acción Jeffrey C. Robinson interpreta a Bill "Billy" Wintergreen en la serie de televisión de acción real Arrow de The CW.[6][7] Tan hábil en el manejo de la espada como en el combate cuerpo a cuerpo como lo es Slade Wilson, esta versión del personaje es la primera persona en "Arrowverso" en utilizar la personalidad de Deathstroke, y aparece en las escenas retrospectivas de la temporada uno.[8] Bill Wintergreen (nombre en clave "Bishop") fue una vez miembro de una división de élite del Servicio de Inteligencia Secreto de Australia (ASIS) junto con su mejor amigo, Slade Wilson, cuyo hijo se desempeñó como padrino. Antes de 2007, la pareja fue enviada a la isla de Lian Yu para rescatar al desertor del ejército chino Yao Fei de un grupo de terroristas que buscaba paralizar la economía de China. Después de que su avión fuera derribado por Edward Fyers, el líder de los mercenarios, Wintergreen desertó al lado de Fyers y dejó que Slade sobreviviera solo. En el episodio "Dañado", Fyers hace que Wintergreen tortura al playboy naufragado Oliver Queen, para encontrar la ubicación de Yao Fei, solo para que Fei lance un ataque sorpresa y rescate a Oliver. En "Fin de año" y "Quemado", Wintergreen libera a Fyers de la captura de Yao Fei y vence a este último en combate. En "La Odisea", Fyers le ordena a Wintergreen que ejecute a un Oliver capturado, pero Slade desencadena una explosión y se enfrenta a su antiguo compañero. Aunque Wintergreen inicialmente gana la partida, Slade lo apuñala en el ojo derecho. En el episodio de la octava temporada "Purgatorio", Team Arrow y Lyla Michaels se encuentran con Wintergreen, Fyers y su grupo en Lian Yu cuando la acumulación de energía los restauró. Cuando Lyla activa el arma que está ligada a su ADN, las energías se absorben y hacen que Wintergreen, Fyers y su grupo desaparezcan.
- Wintergreen aparece en la serie de acción en vivo de DC Universe Titanes, interpretado por Demore Barnes. La serie muestra a Wintergreen como un hombre negro más joven que sirve como controlador de Deathstroke para H.I.V.E. después de ser parte del mismo equipo de Fuerza Delta.

### Videojuegos
En Batman: Arkham Origins, el perfil de Deathstroke incluye a William Wintergreen como uno de sus socios.

### Serie web
Wintergreen aparece en Deathstroke: Knights and Dragons, con la voz de Colin Salmon. Esta versión se representa como un exagente del MI6 británico negro envejecido.

### Mercancía
DC Collectibles ha lanzado una figura de acción de 6,75 pulgadas de Deathstroke de Bill Wintergreen en un paquete de dos con Oliver Queen, basada en sus respectivas apariciones en la primera temporada del programa de televisión Arrow.